# پوشتورنا
پوشتورنا (به چکی: Poštorná) یک منطقهٔ مسکونی در جمهوری چک است که در برژتسلاو واقع شده‌است.